# Powiat Tano
Powiat Tano (jap. 多野郡 Tano-gun) – powiat w Japonii, w prefekturze Gunma. W 2024 roku liczył 2504 mieszkańców.

## Miejscowości
- Kanna
- Ueno